# Type 99 (tanque)
O Type 99 é um tanque principal de batalha chines desenvolvido pela norinco em 1999, faz parte da familia Type-80.

## Descrição
Na primavera de 1989, Norinco assinou um contrato com o governo chinês para fabricar o Type 99. No início do ano seguinte, é 617 Factory produziu o primeiro protótipo do Type 99. Em 1993, a armadura frente chapeamento no Type 99 foi aumentado de 600 milímetros para 700 milímetros para atender às especificações do governo.
Em agosto de 1994, dois protótipos produzidos por Norinco foram submetidos a testes de durabilidade clima no sul da China. Durante os testes, os protótipos foram expulsos 3800 km e 200 cartuchos foram disparados. Em setembro de 1994, a fiabilidade ea fording testes foram realizados no Tuoli e regiões Huiahuling fora de Pequim. Além disso, de 1995 a 1996, três protótipos foram submetidos a testes de clima ártico em Tahe, Condado de Heilongjiang.
Em 12 de março de 1996, o Type 99 projeto formalmente mudou-se para a fase final de desenvolvimento. Em maio de 1996, Fábrica Norinco de 617 começou a montagem de um protótipo finalizado. No final de dezembro de 1996, dois protótipos finalizados foram novamente transportadas para Tahe para testar ártico mais. Dentro do período de teste de dois meses, os protótipos foram expulsos de um total de 6.900 km e 20 programas de testes do governo foram concluídas.

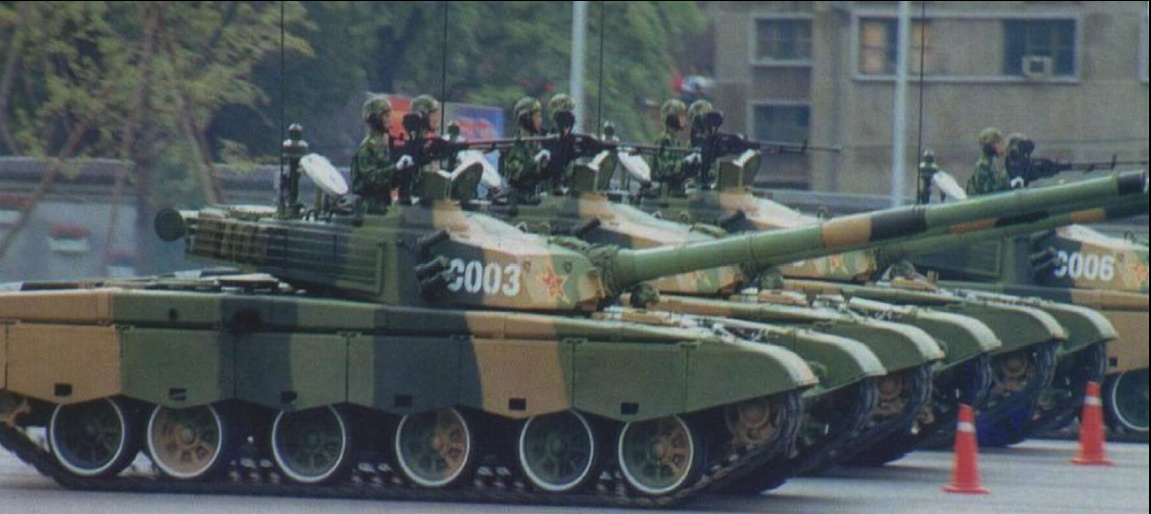
Type 98 tank seen here in rehearsal for the October 1st 1999 National Day Military Parade.

No final de 1997, quatro protótipos finalizados foram submetidos a testes adicionais, que viajam uma coletiva e demissão de 20.000 quilômetros de teste 760 rodadas. Finalmente, no final de 1999, após mais de cinco anos de testes extensivos do governo, o projeto do T-98, como era então conhecido, foi totalmente concluído. Seu poder de fogo, sistemas de controle, armaduras e eletrônicos foram julgadas pelo Exército de ter atingido ou ultrapassado objetivos originais do projeto. Pequena produção do T-98 foi iniciada a tempo para o depósito deve ser apresentado no desfile do Dia Nacional da República Popular da China em 1999.
Após a conclusão do T-98, uma pesquisa de versões melhoradas em Continuou dentro do tanque do governo chinês. Esses programas produziram o tipo de 98G, um refinado iteração do T-98 com um recorde de maior confiança. No final de 2001, o primeiro lote de 40 Type 98G tanques entraram em serviço com o exército regular. O T-98G, eventualmente, deram origem ao que hoje é conhecido como o Type 99, que foi revelado oficialmente pelo governo em 2001. A versão final do tipo 99 incluir um motor de 1,500 cavalos de potência, ao contrário de seu antecessor imediato propulsor de 1.200 cavalos de potência. Também foi adicionado um estilo inclinado Leopard 2A5-seta armadura na frente da torre, e outros camadas de armadura composta dos lados.
Norinco designação oficial para o tipo 99 é "ZTZ-99". O tanque é também conhecido como o WZ "MBT-123". O preço unitário de um Type 99 é estimada em mais de 16 milhões de yuan, (2 milhões E.U., 1,6 milhões de euros). Em parte devido ao seu alto custo, o reservatório não é de esperar para ser implantado em grande número, ao contrário dos desenhos anteriores chinês, como o Type 59. Devido à natureza limitada de sua produção, o Tipo 99 que actualmente só é operado pela divisão de elite do PLA, enquanto o tanque Type 96 tornou-se nova espinha dorsal da força. O Type 99 representa o maior desenvolvimento dos tanques chineses da família Type-80.
Por terem origem idêntica, os Type-99 são bastante parecidos com os tanques russos da família T-72, com o recente tanque T-80 russo, embora relativamente ao T-72, o tanque chinês seja quase um metro mais comprido.

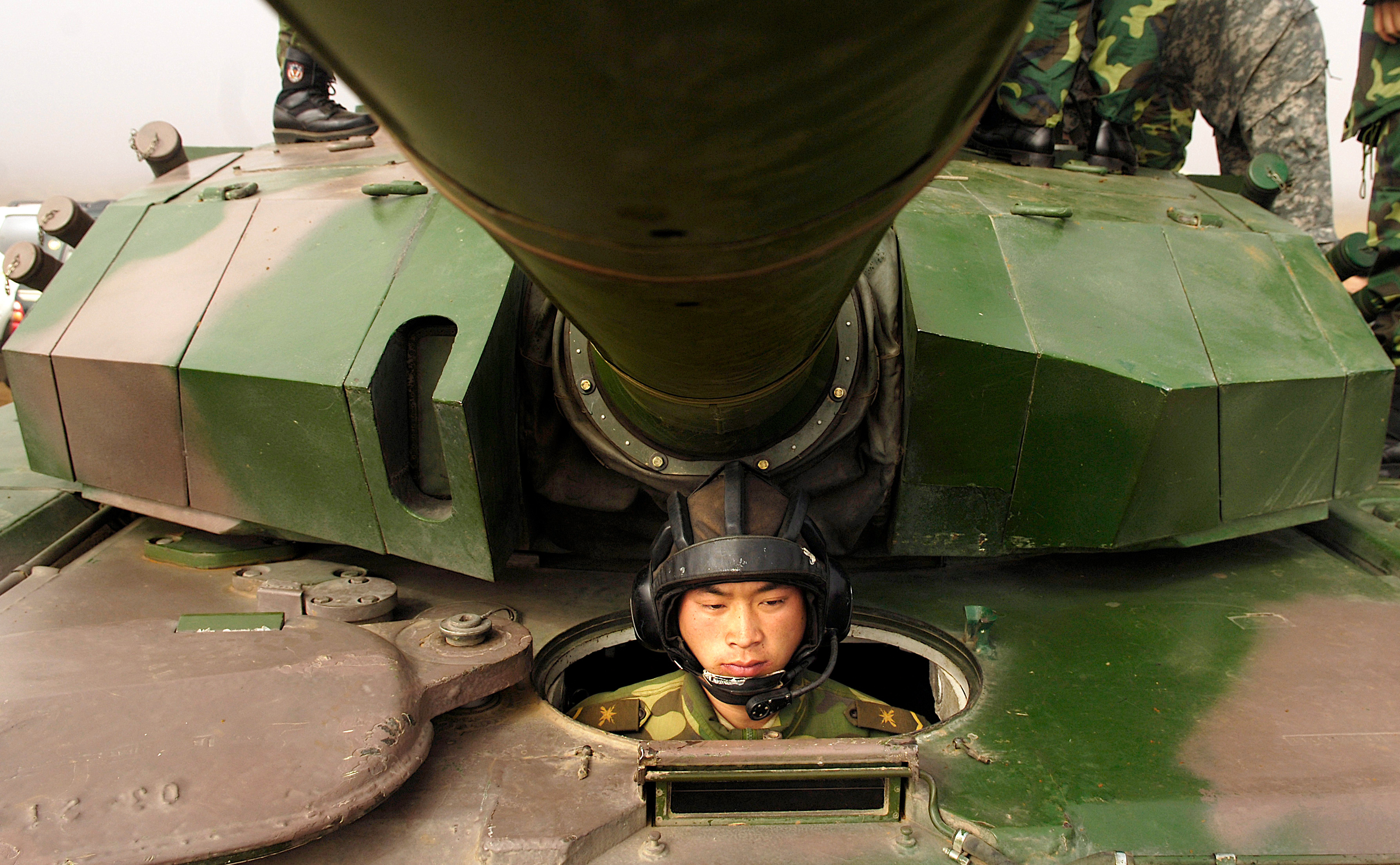
Type 99 MBT

Exteriormente a principal característica do Type-99 é sua torre redesenhada (relativamente ao Type-85) se baseando no mesmo estilo do Leopard 2 que apresenta uma forma de cunha, o que faz dele um melhor perfil balístico, a melhor proteção frontal, dá ao tanque um aspecto mais parecido com os tanques ocidentais, ao escapar à tradicional torre redonda dos tanques russos. Porém, embora o formato da torre, no interior ele continua a ser idêntico ao T-72 soviético.
Na parte frontal, nota-se que o Type-99 foi reforçado. Segundo algumas informações não confirmadas pelos militares chineses por três camadas de blindagem. Por causa da sua origem comum, e embora seja claro o esforço para aumentar a blindagem da torre, o Type-99 parece copiar o procedimento russo no que respeita à blindagem adicional dos T-80 e T-90, bem como a blindagem adicional dos T-72B. Esta aproximação, poderá indicar que o T-99 não contém nenhuma mudança radical em termos de proteção, continua a ter os mesmos problemas dos Tanques de Fabrico soviético.
Tanque Type-99, e o mais moderno dos atuais tanques a serviço das força militares da China. O aumento do peso do Type-99 torna o um tanque pesado para o seu tamanho e a estrutura do casco não permite aumentar a largura das lagartas.
Este problema faz com que a China considere a utilização deste tanque apenas em unidades especiais, porque os chineses parecem acreditar que o peso elevado do tanque o torna difícil de se operar em grandes zonas da China, onde o solo é mole e montanhoso para carros de combate muito pesados.
Se a blindagem parece ser um problema, o motor de origem alemã torna o tanque extremamente ágil e rápido, embora ele seja o tanque mais pesado derivado da família T-72. As forças militares Chinesa pretendem no mínimo Quadruplicar a frota de tanques T-90 nos próximos dez anos.

## Principal utilizador
- China

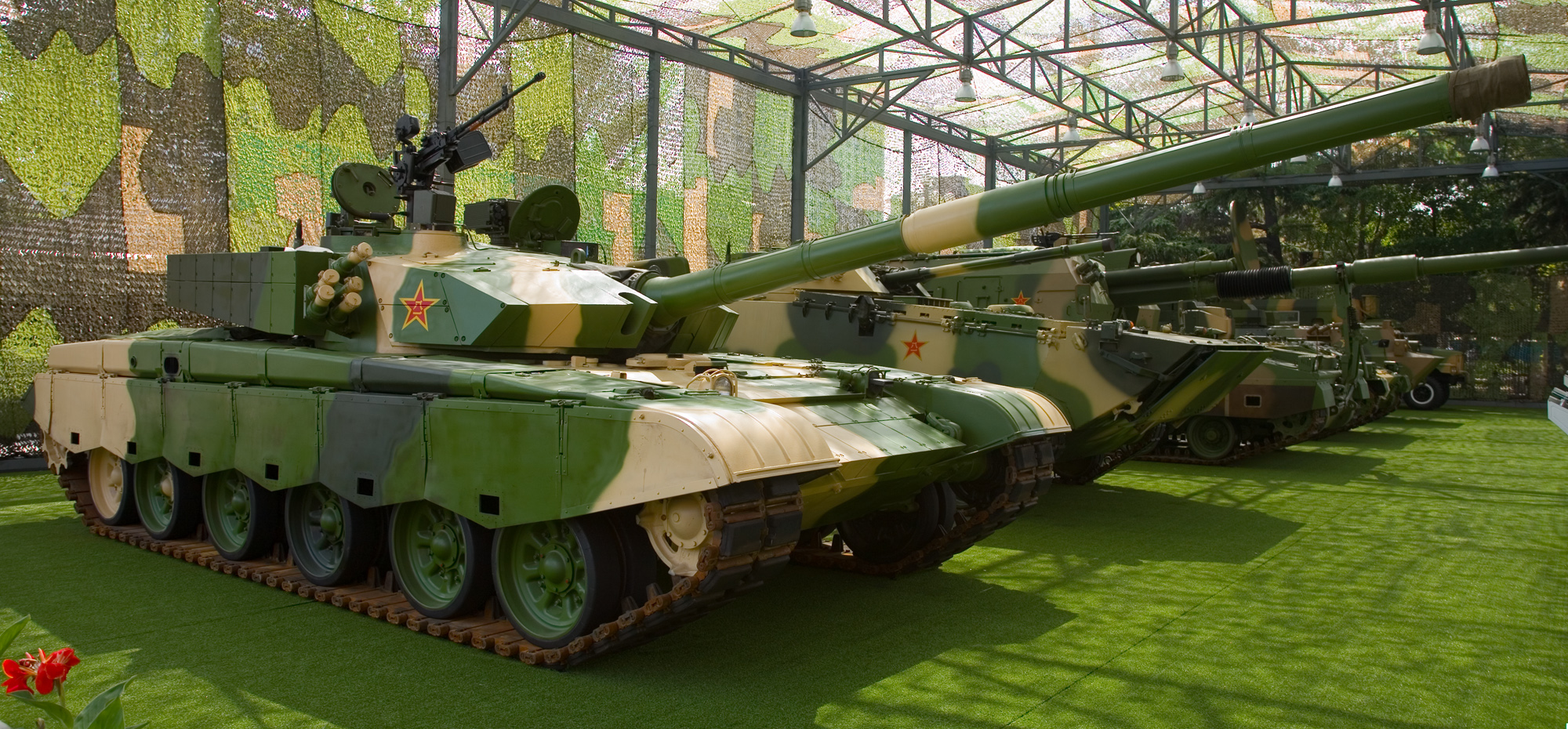
Types 99

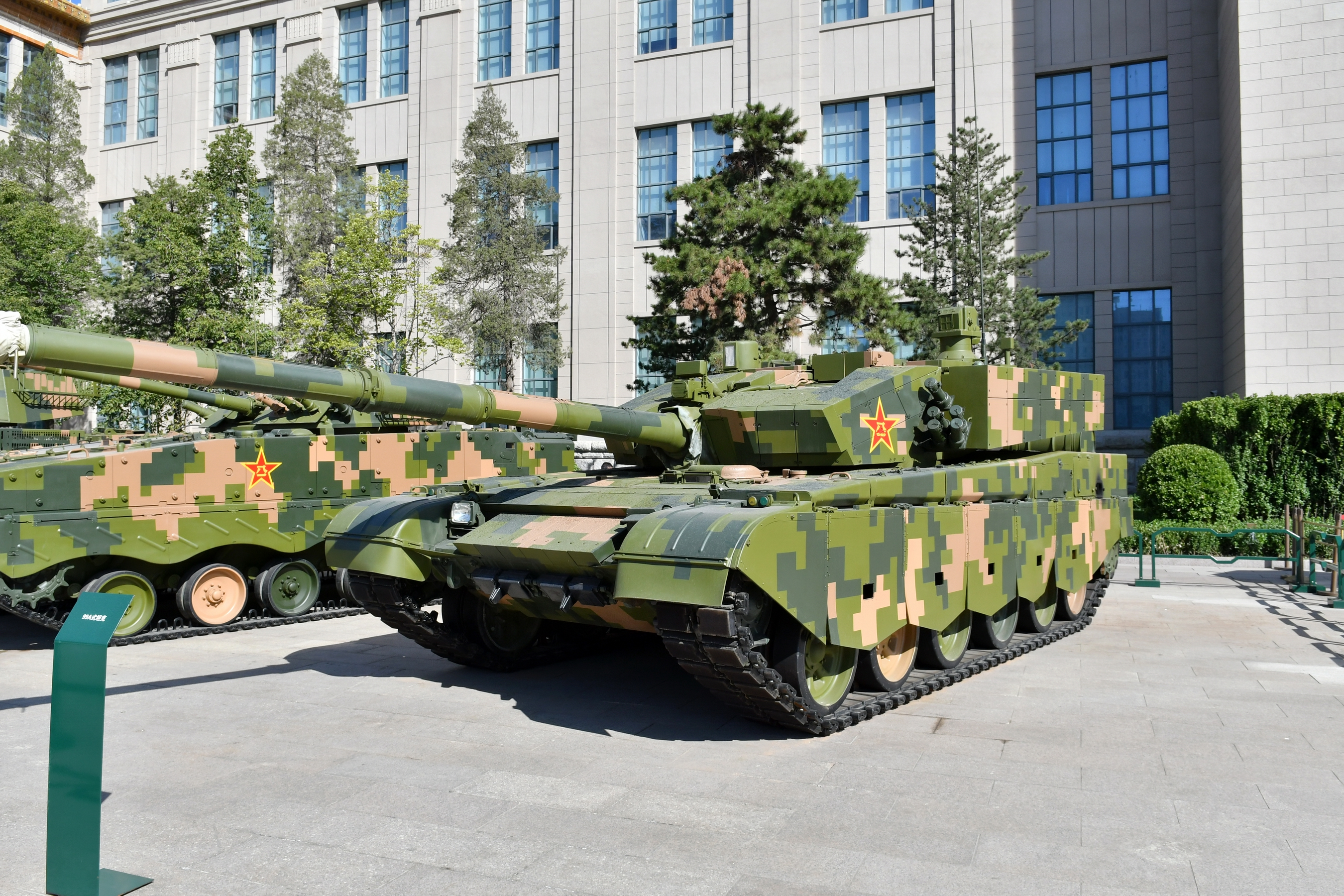
Types 99A

- Designação Local: WZ-123 / Type99
- Quantidade Máxima: 600 ZTZ-99, 600 ZTZ-99A[2]
- Situação operacional: Em serviço

Embora as muitas de suas características não sejam conhecidas, o Type 99, ou WZ-123, é de qualquer forma o tanque mais sofisticado a serviço do exército popular da China. Porém ele é também e o mais caro.
Este carro de combate deve ficar restringido a unidades especiais de primeira linha, devendo o seu irmão menor o Type 96 mais barato e com um peso menor substituir o grande contingente de tanques Type 59 que ainda continuam em serviço na China.